# Mitsuki Nakamura
Mitsuki Nakamura (中村光毅 Nakamura Mitsuki?; Tokyo, 4 luglio 1944 – Tokyo, 16 maggio 2011) è stato un direttore artistico giapponese di anime.
Appare talvolta citato come Koki Nakamura. Il suo nome è stato legato a tante serie di successo che vanno dalla saga delle Time Bokan, prodotte dalla Tatsunoko negli anni settanta, a Ken il guerriero, passando per la prima serie di Gundam. Le prime opere di rilievo sono quelle realizzate presso la Tatsunoko, sia come art designer che come Mecha designer. Successivamente, dopo aver lavorato per alcune serie realizzate case di produzione meno rinomate, Nakamura ebbe una prolifica parentesi collaborativa con la Sunrise, prima di passare a collaborare anche con la Toei.

## Opere principali
- Superauto Mach 5, anime, 1967, direzione artistica
- Judo boy, anime, 1968, direzione artistica
- Ugo re del judo, anime, 1970, direzione artistica
- Gatchaman, anime, 1972, mecha design
- Kyashan, anime, 1973, artwork
- Hurricane Polymar, anime, 1974, mecha design, direzione artistica
- Tekkaman, anime, 1975, direzione artistica
- La macchina del tempo, anime, 1975, mecha design
- Supercar Gattiger, anime, 1977, mecha design
- Daikengo, anime, 1978, art design
- Zambot 3, anime, 1977, direzione artistica
- Gundam, anime, 1979, direzione artistica
- Starblazers, film n.2 - Yamato il nuovo viaggio - 1979, mecha design
- Ideon, anime, 1980, direzione artistica
- Gundam, trilogia di film, 1981, direzione artistica
- Gold Lightan, anime, 1981, direzione artistica
- Lamù, anime, 1984, direzione artistica
- Ken il guerriero, 1 serie tv, 1984, direzione artistica